# (38583) 1999 XX42
1999 XX42 (asteroide 38583) é um asteroide da cintura principal. Possui uma excentricidade de 0.16187980 e uma inclinação de 4.39275º.
Este asteroide foi descoberto no dia 7 de dezembro de 1999 por LINEAR em Socorro.